# Reduviinae
Sous-famille
Les Reduviinae sont une sous-famille d'insectes hémiptères du sous-ordre des hétéroptères (punaises).

## Genres rencontrés en Europe
- Holotrichius Burmeister 1835
- Pasira Stål 1859
- Reduvius Fabricius 1775

## Liste des genres
Selon NCBI (3 nov. 2011) :
- genre Acanthaspis
- genre Opisthacidius
- genre Reduvius
- genre Tapeinus
- genre Tiarodes
- genre Zelurus

Selon ITIS (3 nov. 2011) :
- genre Pseudozelurus Lent & Wygodzinsky, 1947
- genre Reduvius Fabricius, 1775
- genre Zeluroides Lent & Wygodzinsky, 1948
- genre Zelurus Hahn, 1826